# 삼봉초등학교 (경기)
삼봉초등학교는 대한민국 경기도 안양시 만안구에 있는 공립 초등학교이다. 학교 이름 "삼봉"은 박달동에 위치한 수리산 자락 삼봉에서 학교 이름을 가져왔다.

## 참고 자료
- 삼봉초등학교 - 한국교육학술정보원 학교알리미